# Laevicephalus siclus
Laevicephalus siclus är en insektsart som beskrevs av Delong och Davidson 1935. Laevicephalus siclus ingår i släktet Laevicephalus och familjen dvärgstritar. Inga underarter finns listade i Catalogue of Life.